# Joysi Love
Johanna Mendoza Romero (Debrecen, Hungría; 2 de julio de 1979), conocida artísticamente como Joysi Love, es una cantante panameña. Exintegrante del grupo La Factoría, después de la desintegración del grupo continuó su camino como solista.

## Biografía
Nació en la ciudad de Debrecen, Hungría el 2 de julio de 1979, de padres panameños y nacionalizada panameña desde su primer año de edad.

### En La Factoría
Por espacio de 8 años (del 2000 al 2008) integró al grupo La Factoría, donde estuvo al lado de Dj Pablito, Mc Joe (Joe Montana), Goodfella y Demphra. En la primera producción de grupo se destaca el tema "Todavía" del cual  es cantautora, fue su primera canción como artista y se convirtió el tema más popular del grupo. El tema fue conocido en países como Colombia, Costa Rica, Venezuela, Guatemala, Estados Unidos, Ecuador, México, Perú con la comunidad latina radicada en Centroamérica y Sur América, Europa, Estados Unidos.
También fue intérprete  de otros éxitos en el grupo como Moriré, No lastimes más (cover),Déjame vivir. También la canción "Ay como me duele", en cual fue coautora e intérprete y muchos más.

### Como solista
Tras la disolución en 2008 del grupo la Factoría retoma su carrera como solista. Entre los  temas más conocidos en esta nueva etapa  ahora como Joysi Love  son, Te Esperaré ,  No llores por mi Argentina, en honor a Eva Perón (cover), este tema lo grabó junto al cantante panameño Ricky Rap, El  éxito el " El Tren del dolor ".

## Canciones
Sus canciones más conocidas son:
" Con la Factoria "
- Todavía
- Moriré
- No lastimes Más
- Déjame vivir
- Ay como me duele
- El Dúo Amiga (Primera versión)

'Solista
- Todavía
- Te Esperaré
- No llores por mi Argentina (con Ricky Rap)
- Tren del dolor
- Te amaré
- Baila Conmigo (Dance with me)